# Nhà thờ chính tòa Đức Bà Amiens

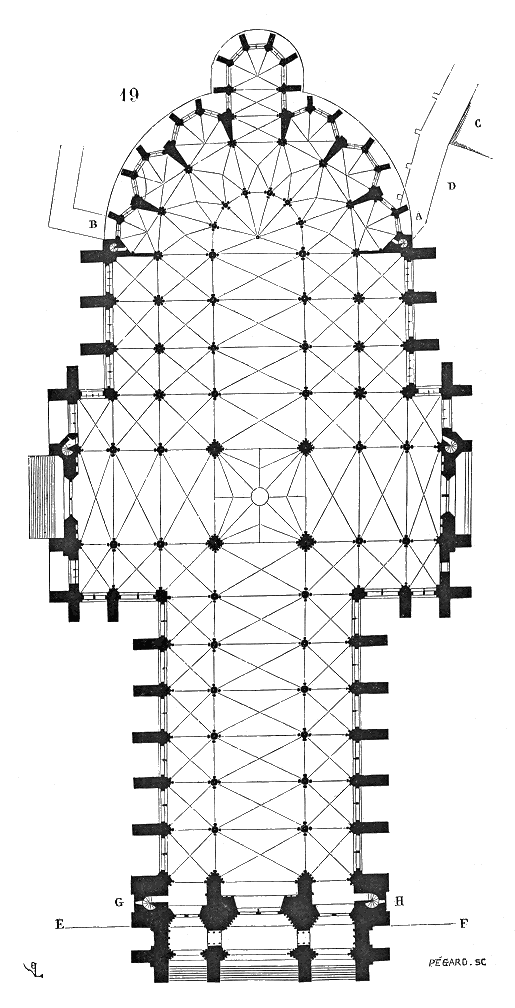
Sơ đồ nhà thờ

Nhà thờ Đức Bà Amiens (tiếng Pháp: Notre-Dame d'Amiens) là nhà thờ chính tòa của giáo phận Amiens, miền Bắc nước Pháp. Đây là nhà thờ lớn nhất nước Pháp và là một trong những nhà thờ lớn nhất thế giới. Cùng với nhà thờ Đức Bà Chartres và nhà thờ Đức Bà Reims, nhà thờ Đức Bà Amiens được coi là công trình kiểu Gothic đẹp nhất của Pháp. Năm 1981, nhà thờ đã được UNESCO đưa vào danh sách Di sản thế giới.

## Lịch sử
Nhà thờ Đức Bà Amiens được khởi công xây dựng năm 1220. Gian giữa của nhà thờ được hoàn thành năm 1236 còn các ngọn tháp và hành lang thì phải chờ tới năm 1243. Năm 1528 đỉnh tháp cao 112,70 mét của nhà thờ mới được hoàn thành. Các kiến trúc sư đã tham gia thiết kế và thi công nhà thờ là Robert de Luzarches, sau đó Thomas de Cormont và con trai ông này là Renault de Cormont.

## Kiến trúc
Nhà thờ Đức Bà Amiens dài 145 (bên ngoài) và 133,5 mét (bên trong). Gian giữa nhà thờ rộng 14,6 mét còn cánh ngang rộng 70 mét. Nhà thờ có mái vòm cao 42,30 mét và đỉnh tháp cao tới 112,70 mét. Diện tích mặt sàn của nhà thờ là 7.700 mét vuông còn thể tích khối là khoảng 200.000 mét khối.
Nhà thờ được xây dựng theo hình một chữ thập latin với một gian giữa (nef), một cánh ngang (transept). Các cửa vào ở hành lang được điêu khắc rất công phu với các bức tượng thể hiện các câu chuyện trong Kinh Thánh. Vào thập niên 1990, các cửa này được tu sửa, làm sạch bằng tia laser đã cho phép phát hiện những dấu tích về màu sắc tại cánh cửa nhà thờ. Nhờ vậy cứ vào cuối năm tại nhà thờ người ta lại dùng kĩ thuật laser để tái hiện một nhà thờ với đầy đủ màu sắc.

## Hình ảnh

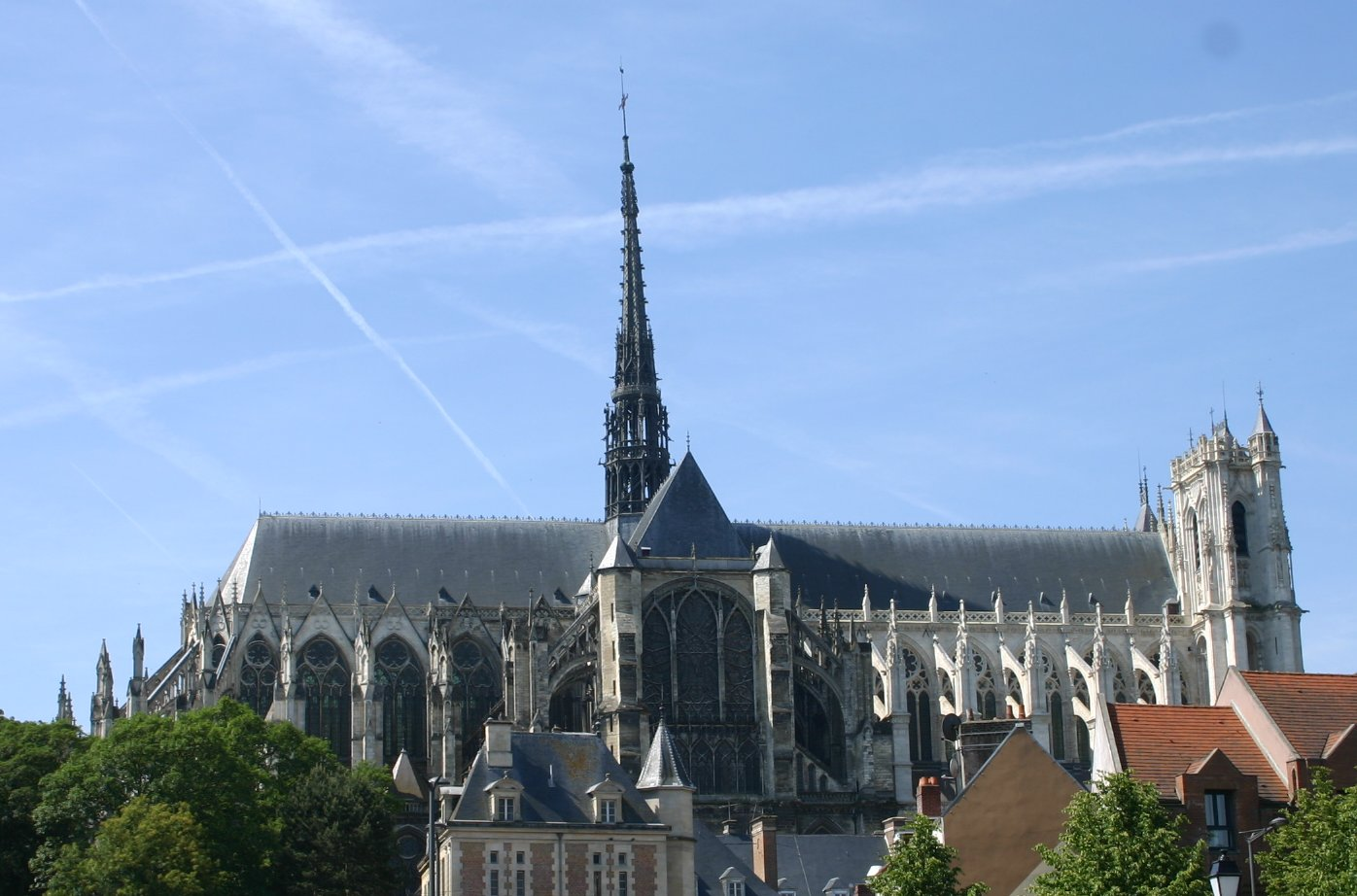
Nhà thờ nhìn từ xa
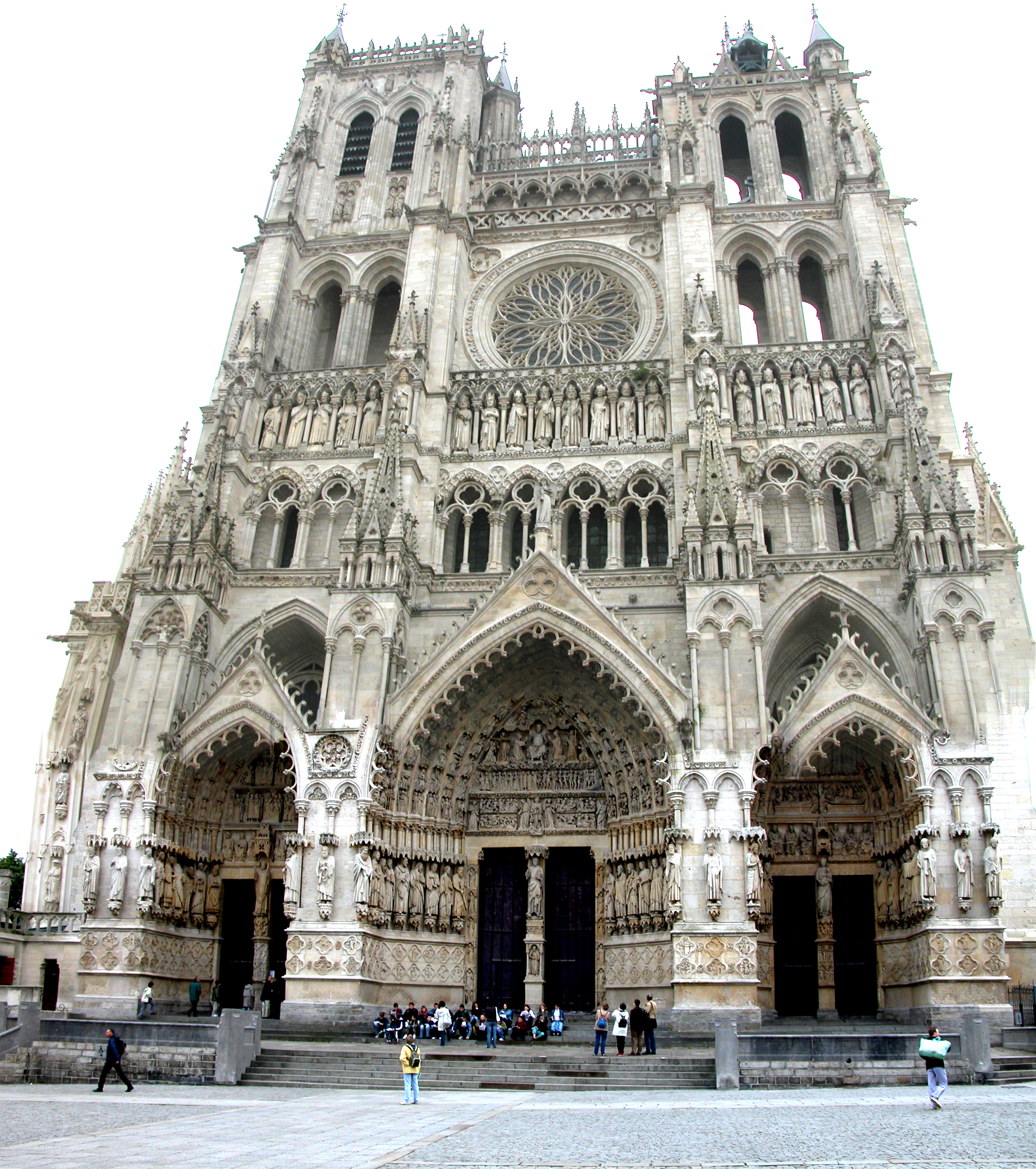
Toàn cảnh nhà thờ
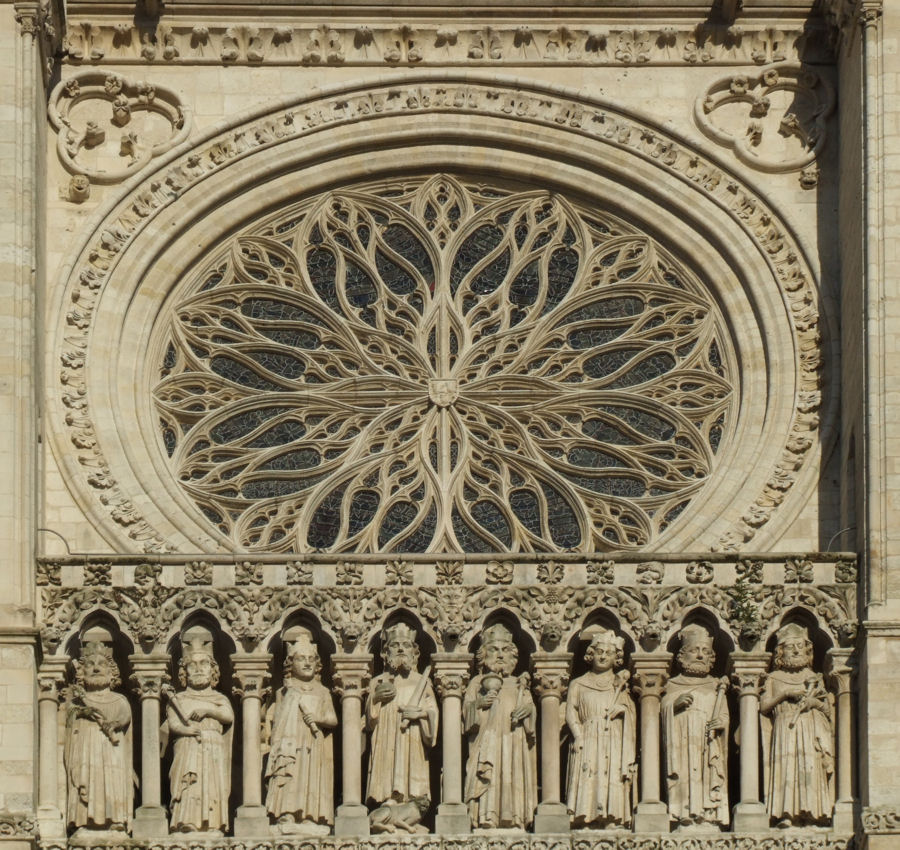
Mặt tiền nhà thờ
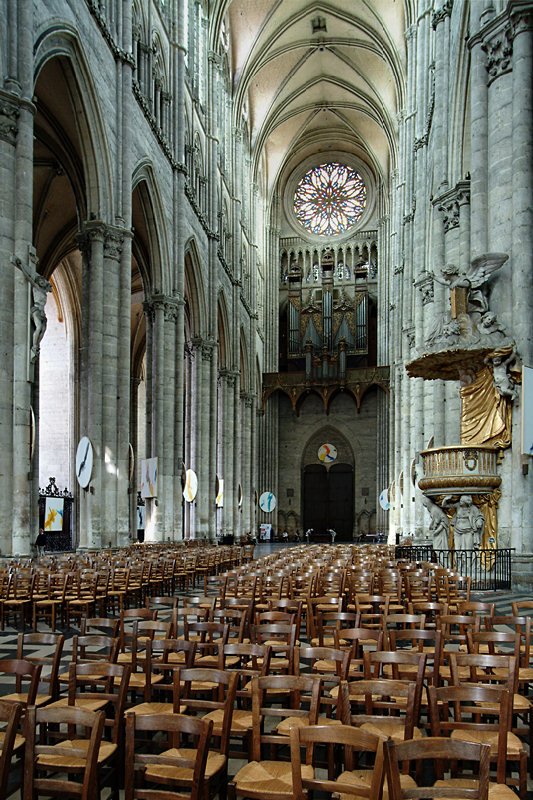
Gian chính nhà thờ
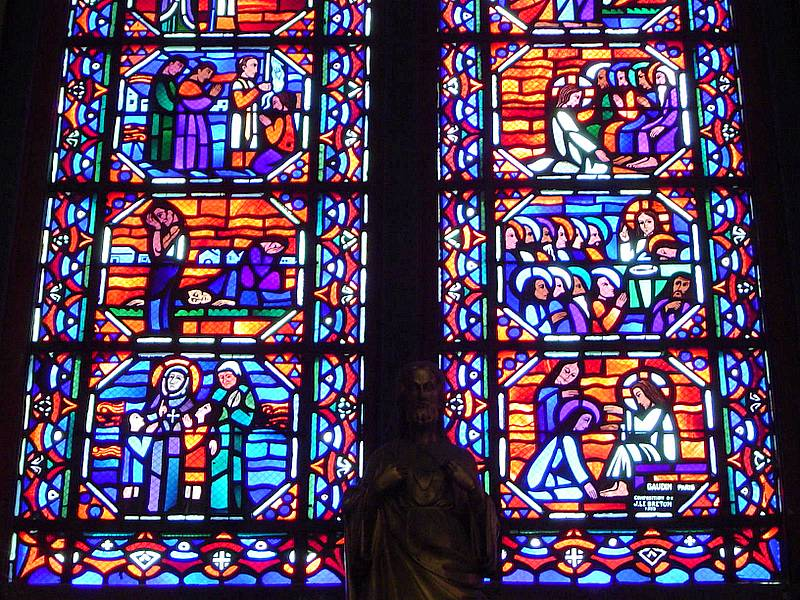
Hệ thống kính màu
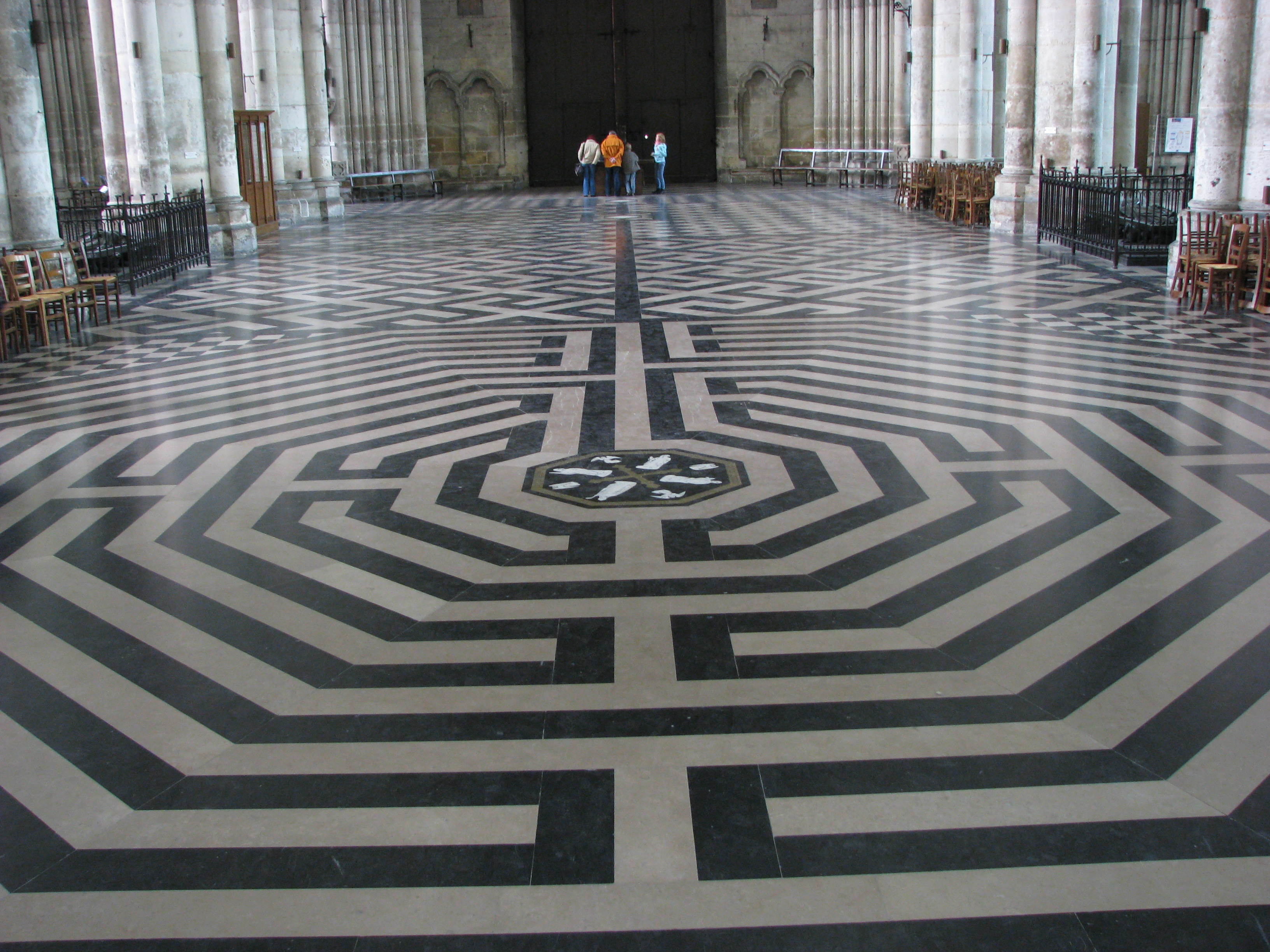
Sàn nhà thờ lát gạch chữ Vạn
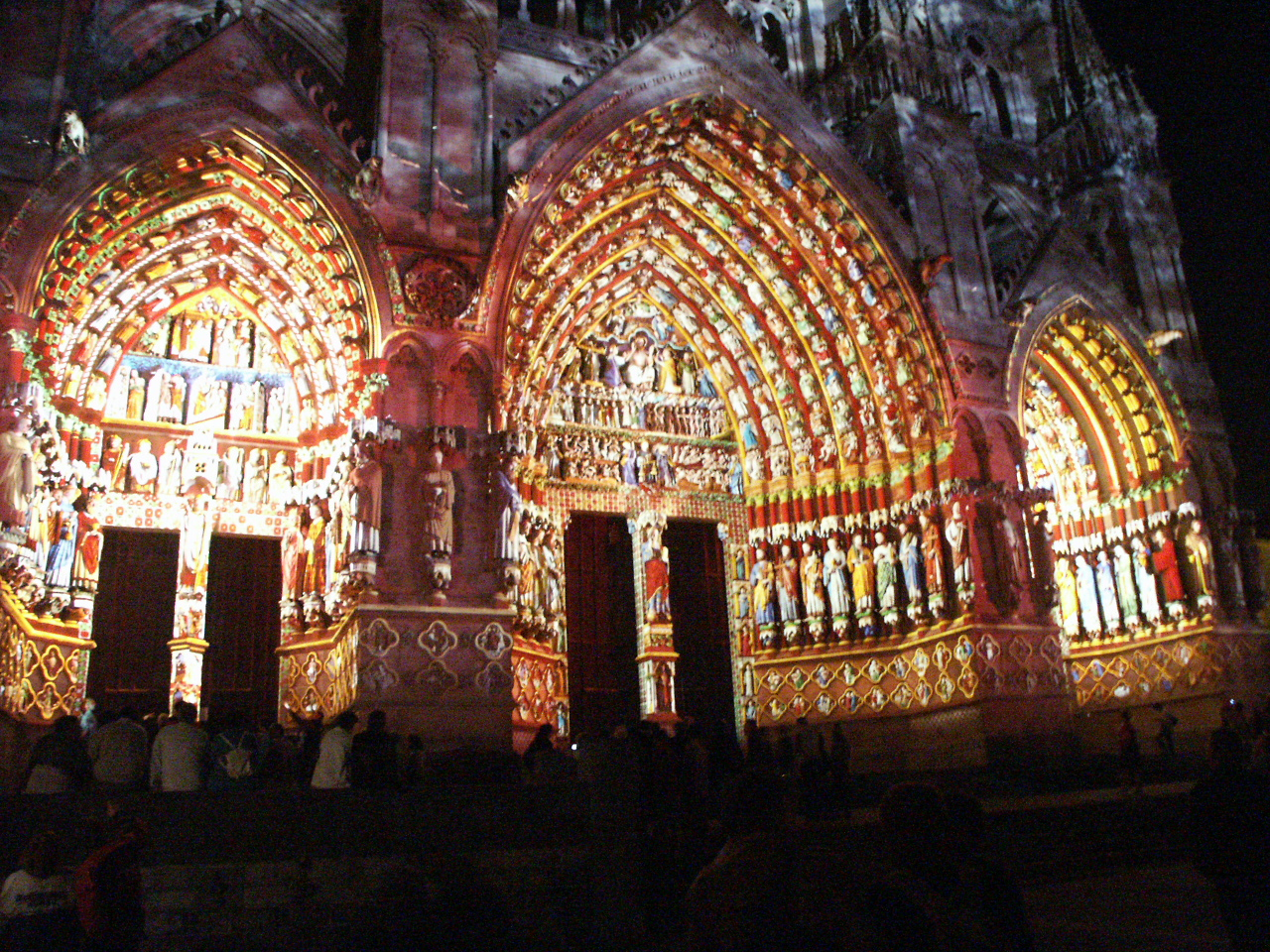
Tái hiện màu sắc nhà thờ
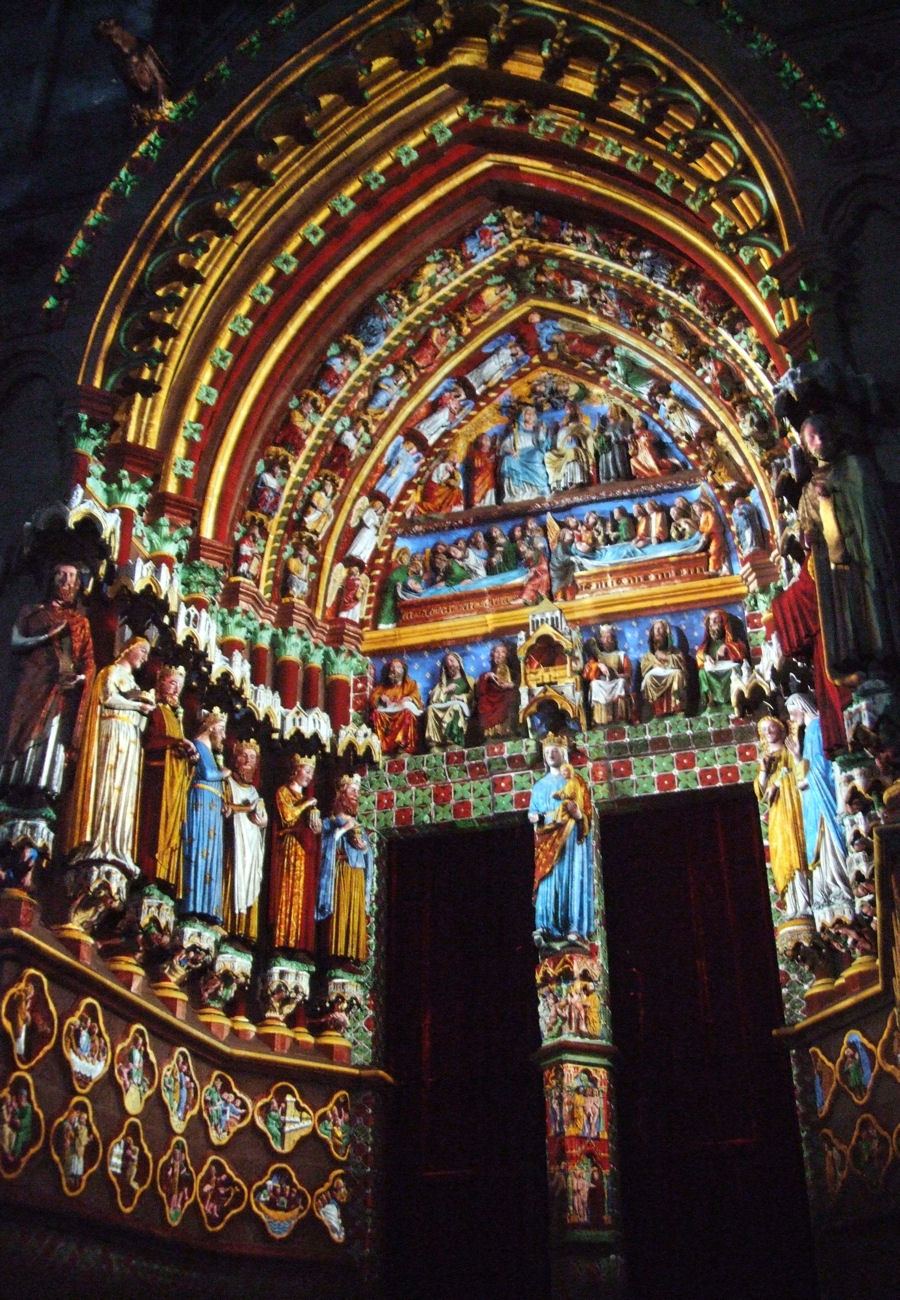
Tái hiện màu của nhà thờ